# CSKA Pamir Dushanbe
El CSKA Pamir Dushanbe és un club de futbol tadjik de la ciutat de Duixanbe.

## Història
Prové de l'antic club de l'exèrcit tadjik, com el seu rival, el CSKA Dushanbe. El Pamir Dushanbe fou l'únic equip tajik que arribà a disputar la primera divisió de la lliga soviètica de futbol. Hi disputà les tres darreres edicions, els anys 1989, 1990 i 1991.
Evolució del nom:
- 1950: Bol'ševik Stalinabad;
- 1951: Kolchozčy Stalinabad
- 1957: Urožaj Stalinabad
- 1958: Chosilot Stalinabad
- 1960: Ėnergetik Stalinabad
- 1961: Ėnergetik Dushanbe
- 1970: Pamir Dushanbe
- 1997: SKA-Pamir Dushanbe
- 2004: CSKA-Pamir Dushanbe

## Palmarès
- Lliga tadjik de futbol:[2]
  - 1992, 1995
- Copa tadjik de futbol:[3]
  - 1992
- Segona divisió de la lliga soviètica de futbol: 1
  - 1988

## Jugadors destacats
- Alier Ashurmamadov